# مسجد مكناس الكبير
مسجد مكناس الكبير أو الجامع الكبير بمكناس هُو مسجد جامع يقع في مدينة مكناس في المغرب. يُعد المسجد أقدم وأكبر المساجد في المدينة القديمة لمكناس، ويُعتقد أنه بُني في القرن الثاني عشر الميلادي إبان فترة حُكم الدولة المرابطية.